# Our Little Wife
Our Little Wife è un film muto del 1918 diretto da Edward Dillon. Il soggetto è tratto dalla commedia Our Little Wife (1916) di Avery Hopwood, commedia che fu rappresentata a Broadway dal novembre al dicembre 1916 all'Harris Theatre.
Nel 1938, dalla commedia originale, verrà tratta una versione italo/tedesca, Mia moglie si diverte, interpretata da Käthe von Nagy.

## Trama
Dodo Warren è una giovane moglie ingenua e un po' eccentrica. Convince suo marito Herb, sebbene quest'ultimo sia piuttosto riluttante, a passare la loro luna di miele in Florida insieme a tre suoi corteggiatori. I tre pretendenti respinti, Bobo Brown, Tommy Belden e il dottor Elliott, si accodano così ai due sposi novelli, generando ben presto una serie di equivoci. Come quando Dodo viene sorpresa dal marito con Elliott anche se poi la giovane riesce a convincere Herb della propria innocenza.
L'anno seguente, Dodo briga per salvare il rapporto tra Bobo Brown e la sua nuova fidanzata, Angie Martin. I due hanno litigato e Dodo si presenta a una festa insieme a Bobo, che lei vorrebbe far incontrare con Angie per riappacificarli. Ma la ragazza non partecipa al party e va a finire che Dodo si trova chiusa nell'appartamento con un uomo che non è suo marito. Dovrà nuovamente riuscire a convincere Herb e, questa volta, dovrà promettergli, per il futuro, di non guardare più gli altri uomini.

## Produzione
Il film fu prodotto dalla Goldwyn Pictures Corporation. Venne girato in Florida, a Jacksonville e a Tampa, e nel New Jersey, a Lakewood.

## Distribuzione
Distribuito dalla Goldwyn Distributing Company, il film uscì nelle sale cinematografiche USA il 10 febbraio 1918.